# Angelhausen
Angelhausen bildet zusammen mit seinem Partnerort Oberndorf den Ortsteil Angelhausen-Oberndorf der Stadt Arnstadt im Ilm-Kreis in Thüringen.

## Lage
Das Straßendorf Angelhausen liegt direkt an der südöstlichen Stadtgrenze von Arnstadt zwischen den Reinsbergen im Süden und dem Thüringer Becken im Norden auf etwa 320 m ü. NN. Südlich befindet sich Oberndorf, der bewaldete Hain mit dem Schlossberg und dem kahlen Berghügel, auf dem die Käfernburg stand. Angelhausen ist im Laufe der Zeit durch Baumaßnahmen mit Oberndorf und dem Stadtgebiet von Arnstadt verschmolzen.

## Geschichte
Etwa 600 Meter östlich des Hügels der ehemaligen Käfernburg befindet sich am Nordrand der Anhöhe eine Gruppe von Einzelgräbern, Spuren der ersten Siedler.
Angelhausen wurde am 27. März 948 erstmals urkundlich erwähnt. Vorher sollen die Angeln hier gesiedelt haben, daher der Name. Dieser Volksstamm wanderte in den Raum um Ebeleben, Großenehrich und Greußen aus Dänemark ein. Eine Splittergruppe ist demnach hierhergezogen und hat das Dorf gegründet. Auf dem Schlossberg (Burgberg) südlich des Ortes lag die Käfernburg. Im frühen Mittelalter regierten die Grafen von Käfernburg auf ihr. 1385 starb das Geschlecht der Kevernburger aus. Heute kündet der kahle Bergkegel mit Resten der Wallanlage von der Burg, die bereits im 16. Jahrhundert eine Ruine war. Die Steine wurden zum Bau des Schlosses Neideck verwendet.
Die Dorfkirche St. Nicolai in Oberndorf stammt aus dem 12. Jahrhundert. Sie war Burgkapelle. Der Dreißigjährige Krieg richtete schwere Verwüstungen im Ort an. Die Angelhäuser Kirche St. Johannis war in jüngster Vergangenheit nicht genutzt worden und drohte zu verfallen. Mit Spenden und Einsätzen wurde sie bis 2006 fast vollständig restauriert und wiedereröffnet.

## Naturdenkmal Preßeiche
Sie steht am Rand des Naturschutzgebietes Hain und war einst ein Grenzbaum zur Nachbargemeinde Dannheim.

## Politik
Ortsbürgermeister ist Silvio Triebel.

## Wirtschaft und Verkehr
Ursprünglich war Angelhausen ein landwirtschaftlich geprägter Ort. Heute arbeiten die meisten Bewohner in Arnstadt. Das Dorf hat sich mit Oberndorf zu Wohnvororten entwickelt. In Angelhausen befindet sich ein Gestüt.

## Persönlichkeiten
- Sizzo III. von Schwarzburg-Käfernburg (1080–1160), Erbauer der Käfernburg